# Narankhuu Baterdene
Narankhuu Baterdene, né le 23 février 1995, est un coureur cycliste mongol.

## Palmarès et résultats

### Par année
- 2015
  -  Champion de Mongolie sur route espoirs
  - 2e du championnat de Mongolie de VTT cross-country
- 2019
  -  Champion de Mongolie sur route
- 2024
  - 2e du championnat de Mongolie sur route

### Classements mondiaux
| Année         | 2015 | 2016 | 2017 | 2018 | 2019 | 2020 |
| ------------- | ---- | ---- | ---- | ---- | ---- | ---- |
| UCI Asia Tour | 191e |      |      |      | 69e  | 140e |